# Dreifaltigkeitskirche (Lauterbourg)

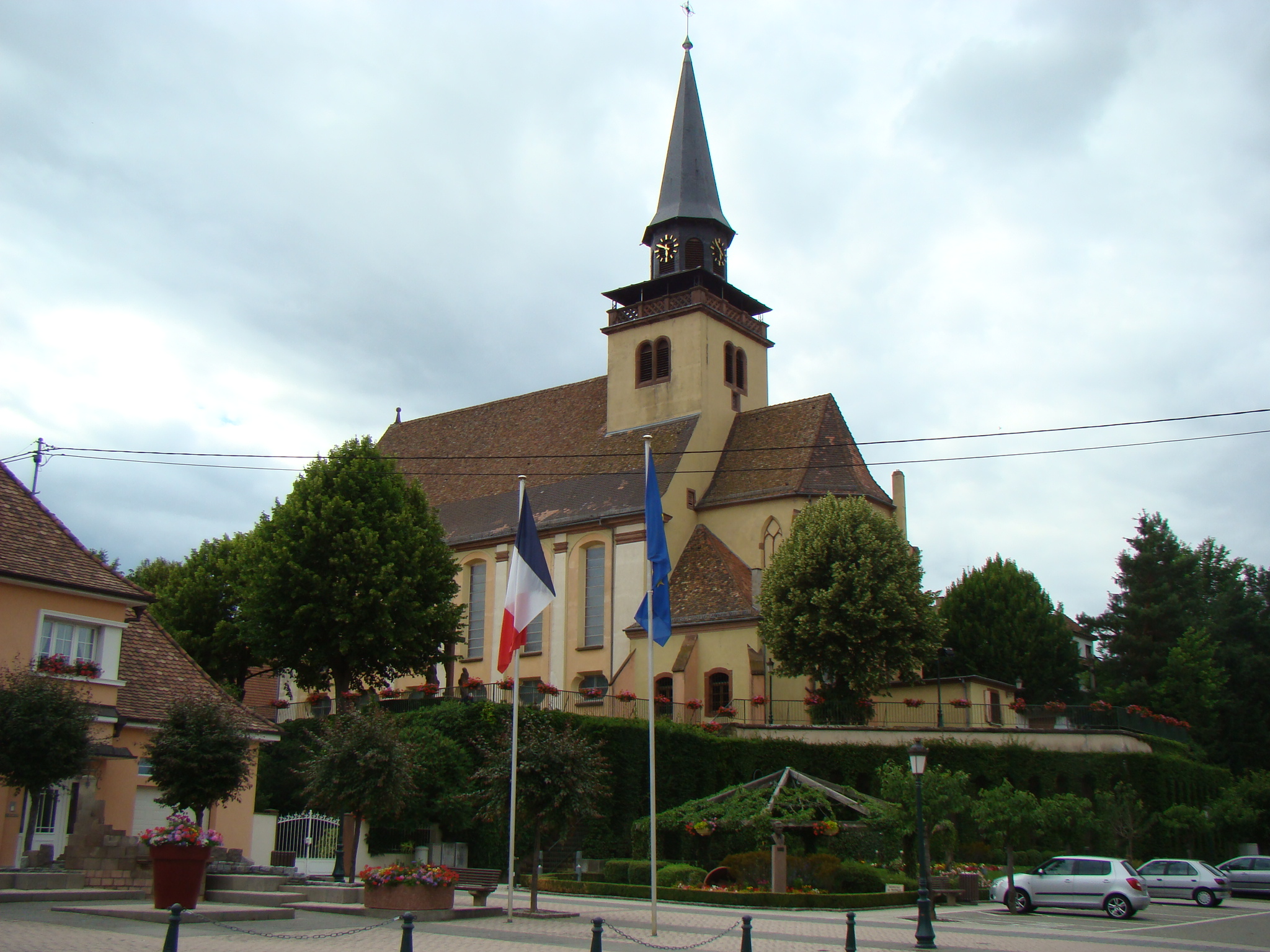
Dreifaltigkeitskirche Lauterbourg

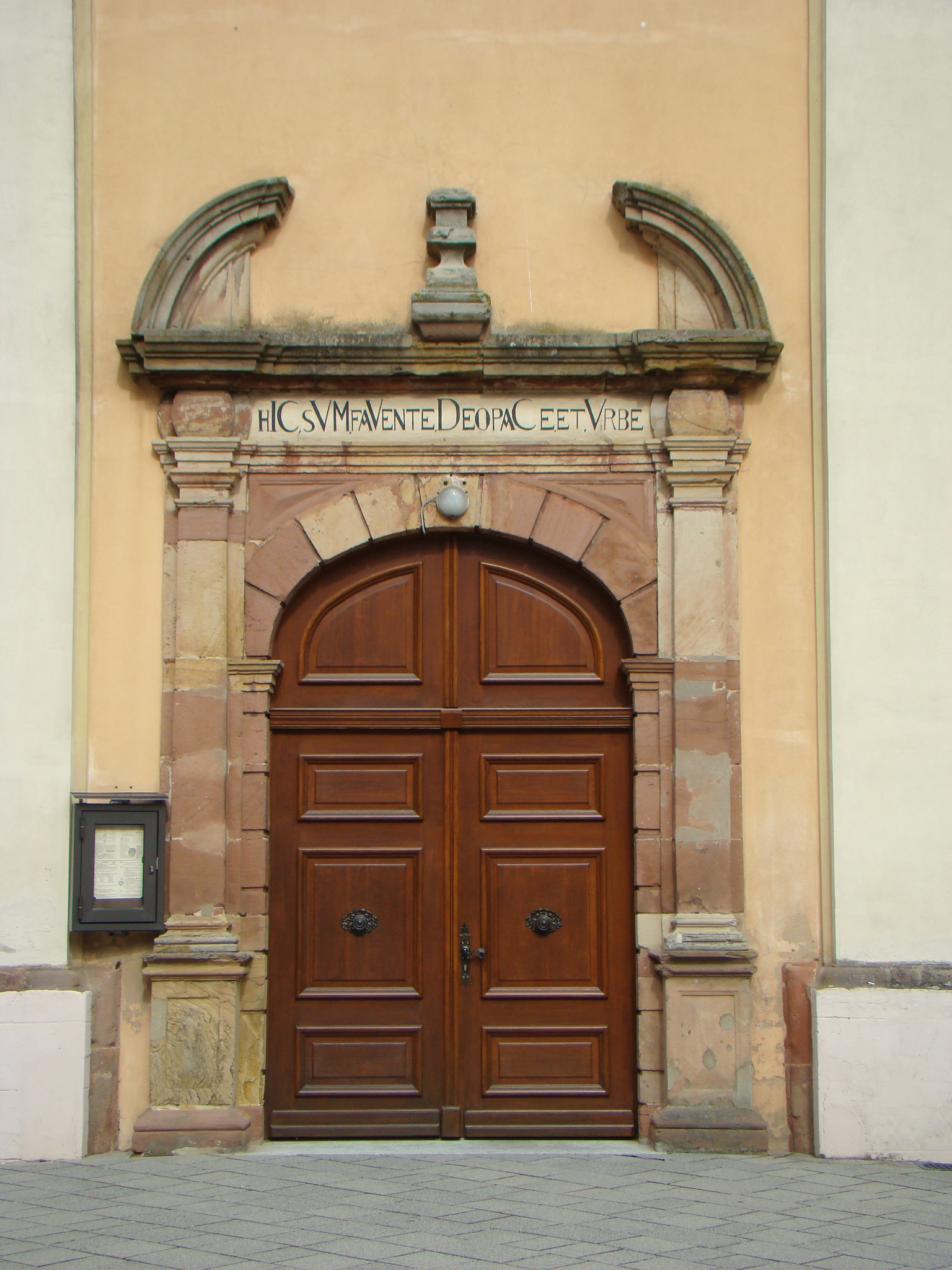
Portal der Kirche mit Chronogramm (1716):
hIC sVM faVente Deo paCe et Vrbe
„Ich stehe hier durch die Gunst Gottes, des Friedens und der Stadt.“

Die Dreifaltigkeitskirche ist eine katholische Kirche in Lauterbourg im Elsass. Die Kirche ist als Baudenkmal (Monument historique) geschützt.
Der im Stil der Gotik erbaute Chor der Kirche wurde 1467 während der Amtszeit des Speyrer Bischofs Matthias von Rammung erbaut. Dachstuhl und Orgel der Kirche verbrannten 1678 beim großen Stadtbrand, worauf die Kirche 1683 wiederhergestellt und neu geweiht wurde. 1711 war die Kirche zu klein für die angewachsene Bevölkerung, so dass sie bis auf den Chor abgerissen und durch einen Neubau in der heutigen Form ersetzt wurde, der 1716 fertiggestellt und 1719 geweiht wurde. 1779 wurde eine Orgel bei Ferdinand Stieffell in Rastatt beschafft. Während der Französischen Revolution wurde die Kirche zeitweilig säkularisiert. 1878 erfolgte eine vollständige Renovierung. Im Zweiten Weltkrieg wurde die Kirche beschädigt. Die heutigen Kirchenfenster schuf 1950 Jean Gaudin aus Paris. In den 1970er und 1980er Jahren wurde die Kirche innen und außen saniert.
Bei der Kirche befindet sich das historische Missionskreuz, das auf das 15. Jahrhundert zurückgeht.